# Johann Claudius von Lassaulx

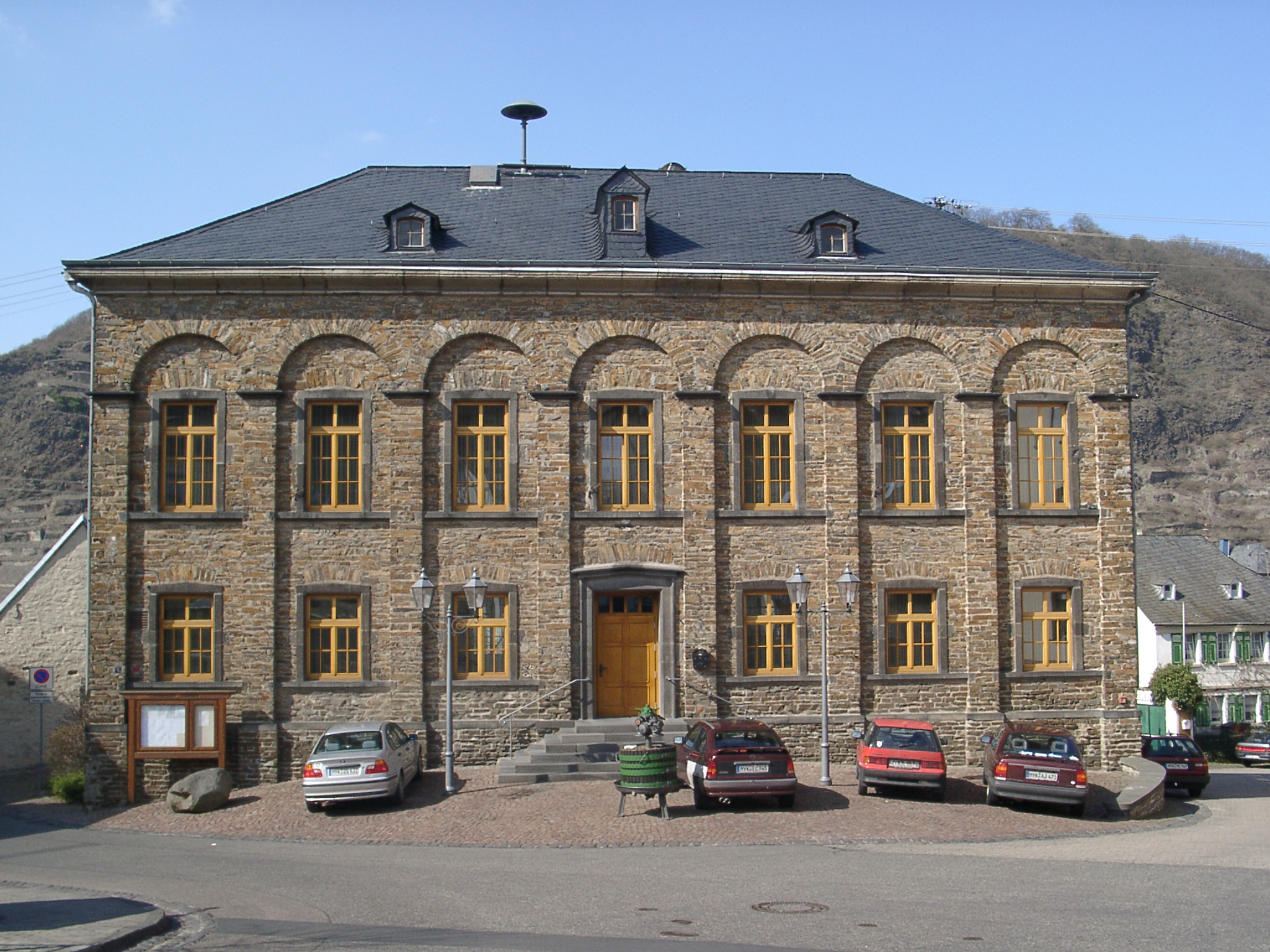
Ancienne école à Dieblich

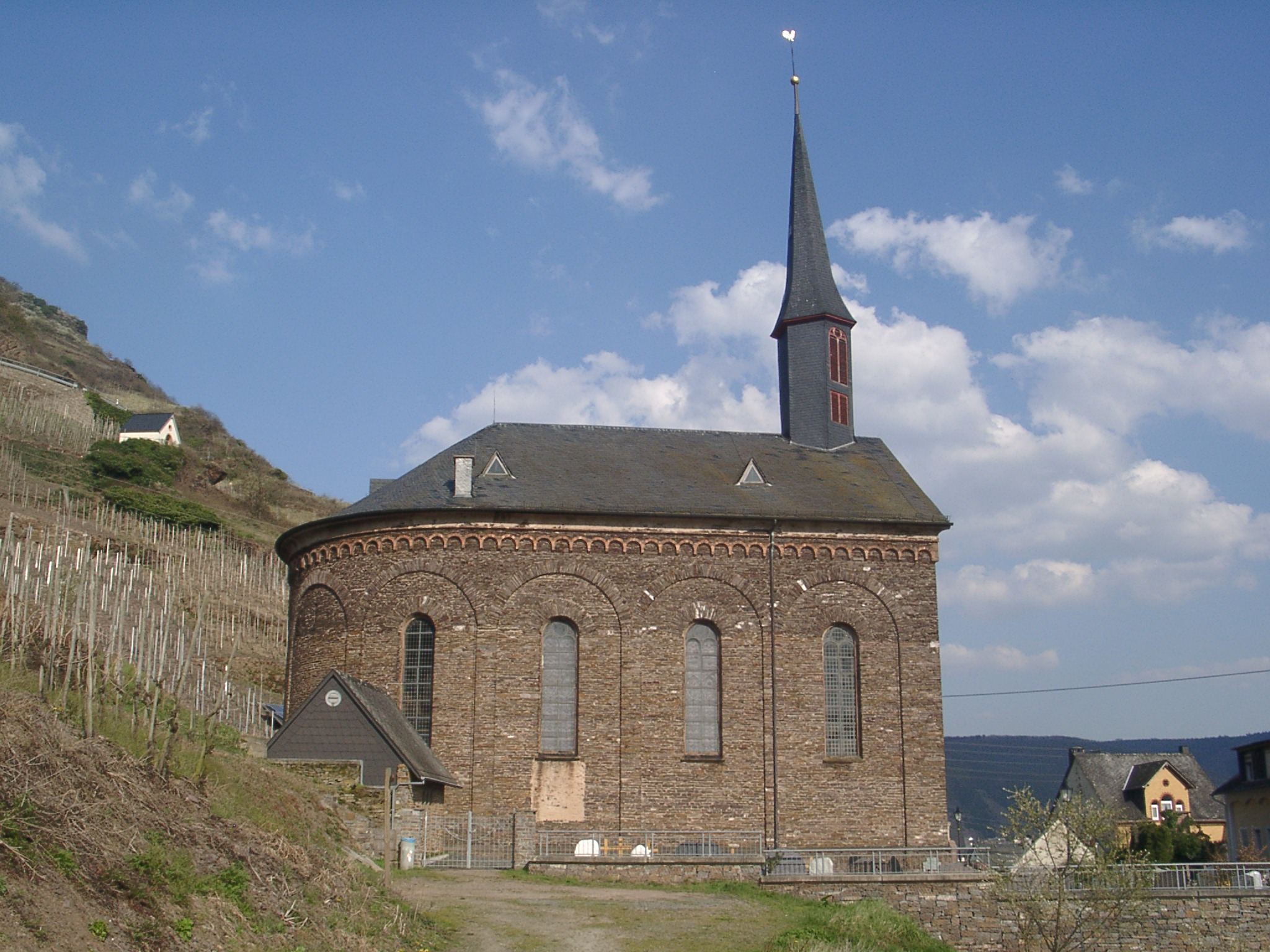
Église de Valwig

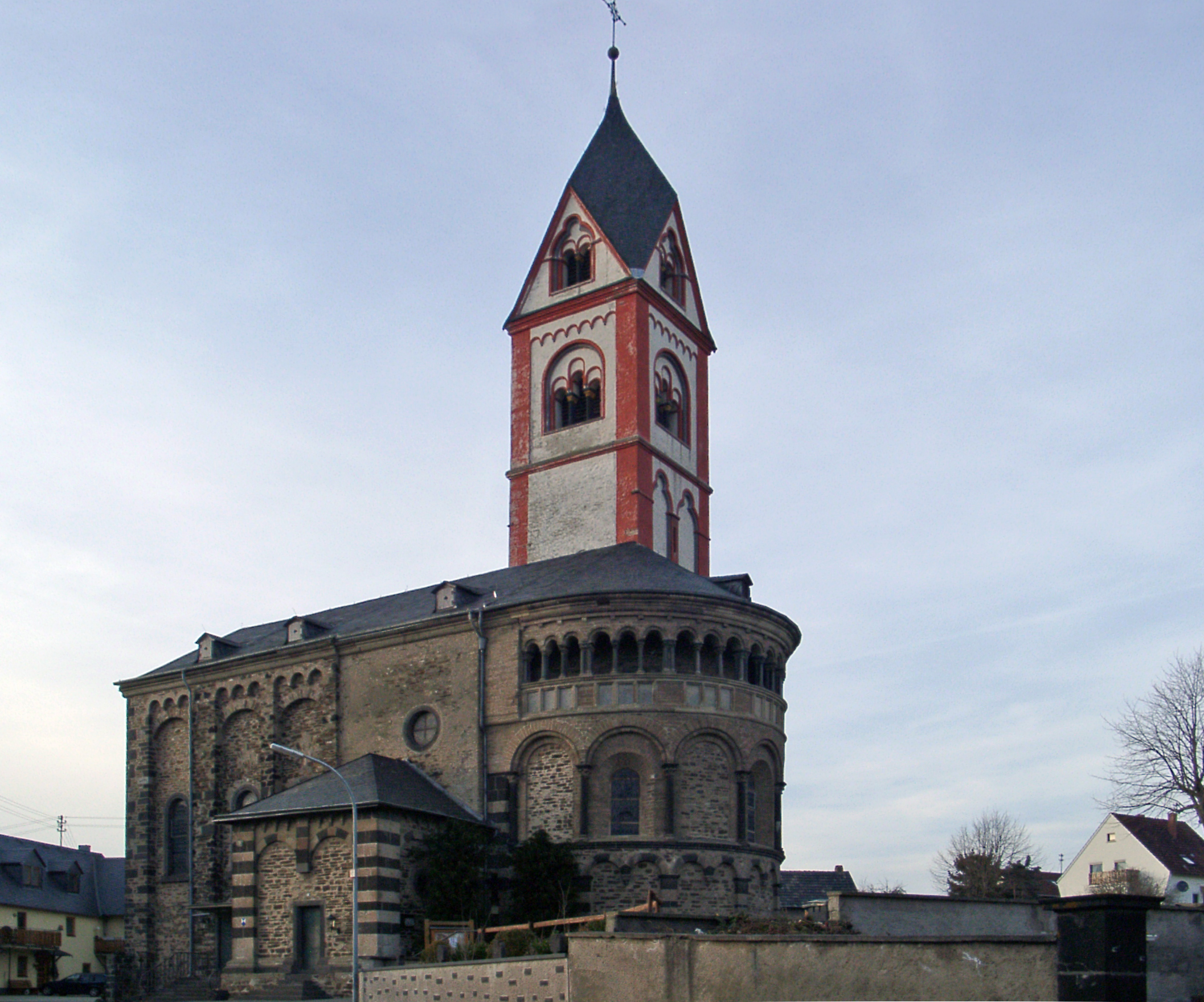
Église de Lonnig

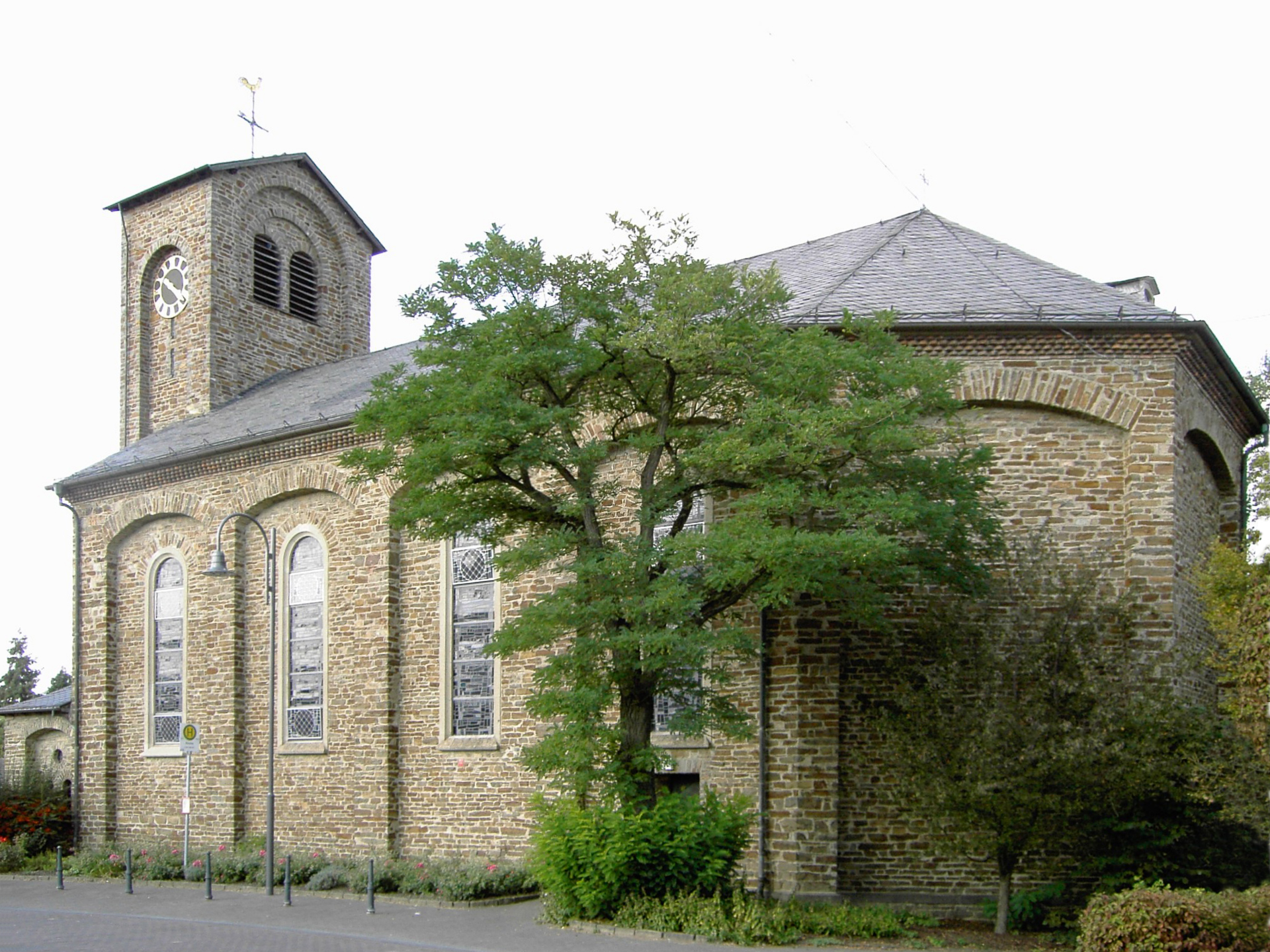
Église de Waldesch

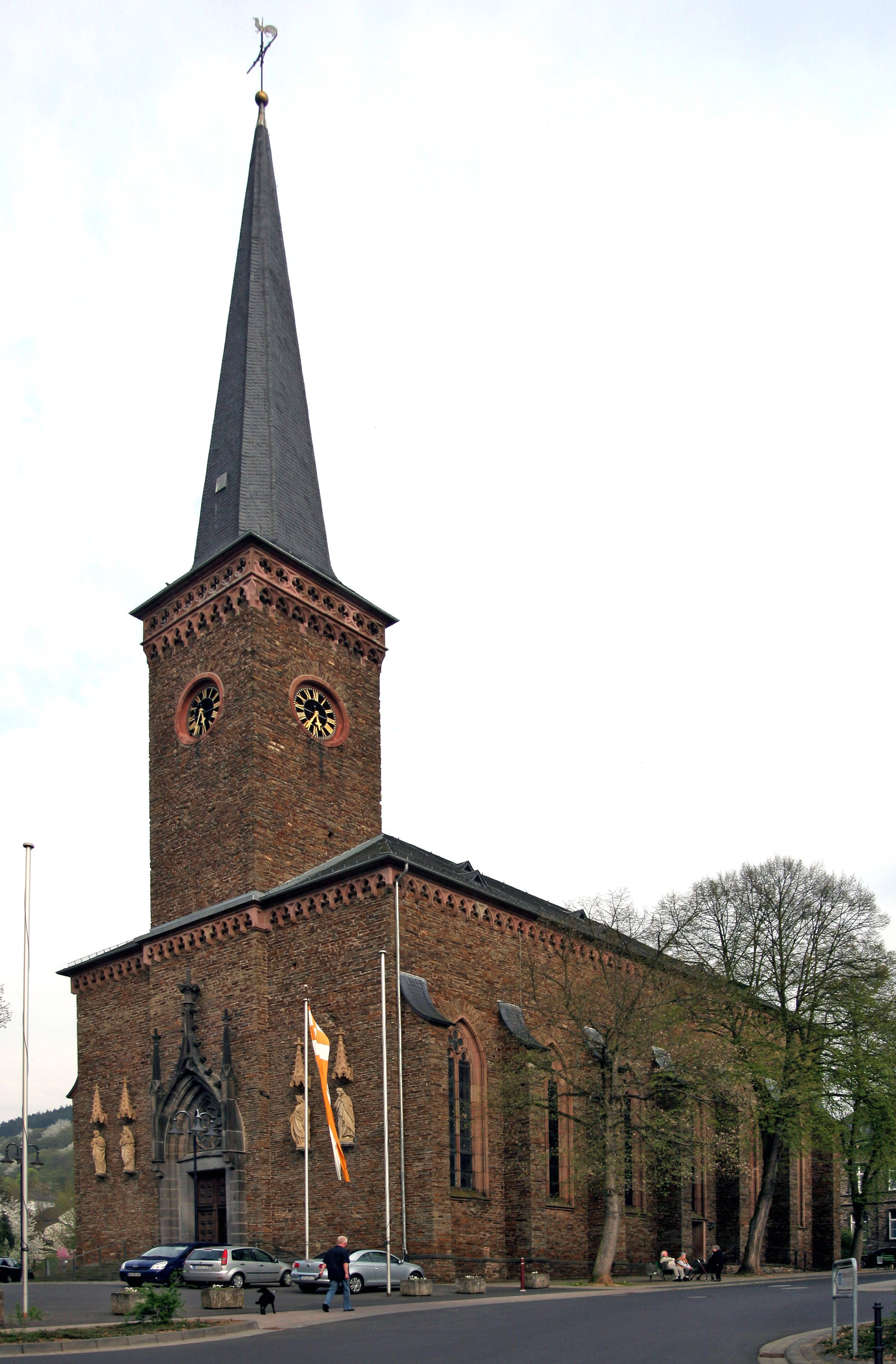
L'église paroissiale Saint-Jean-Baptiste de Treis

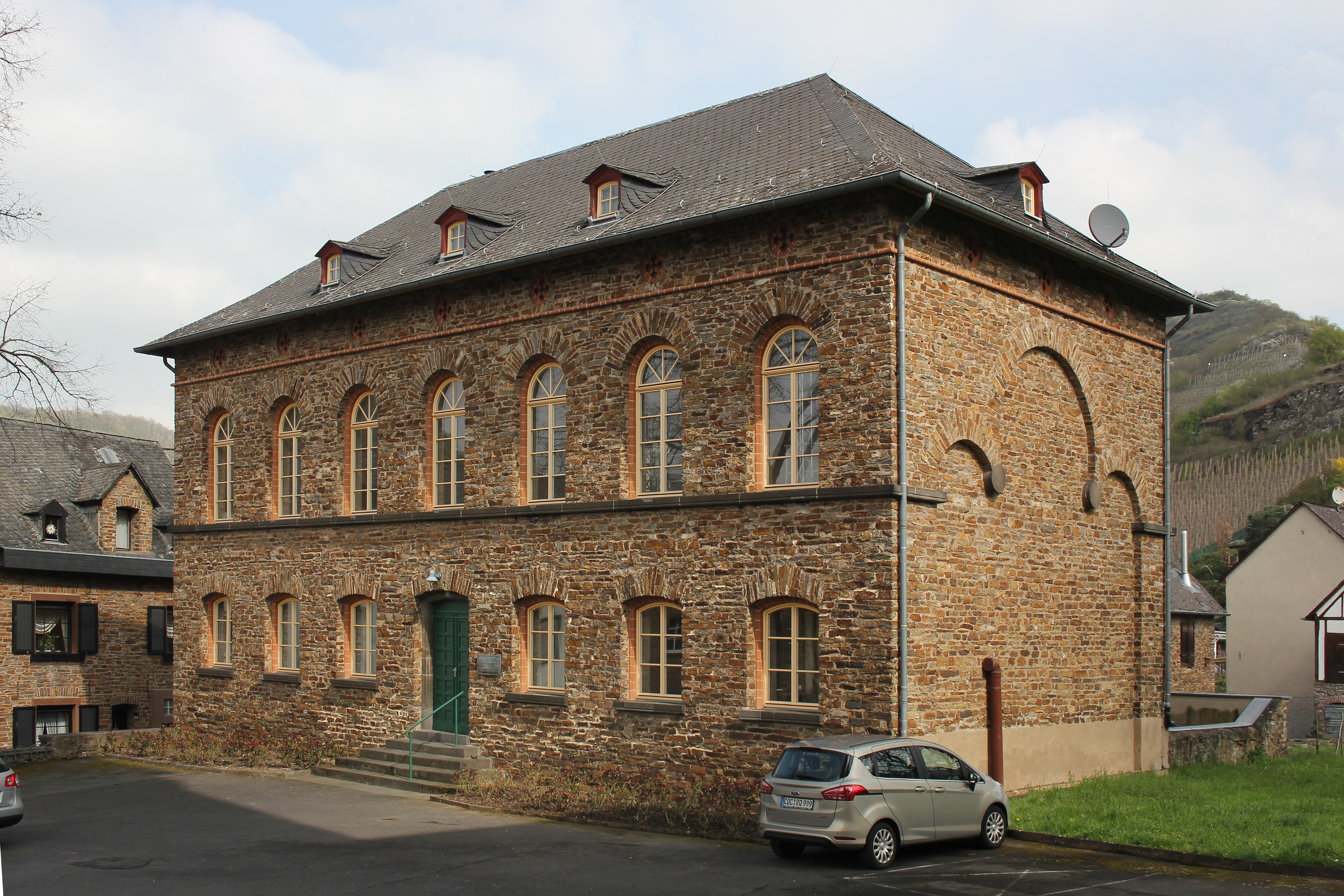
Ancienne école de garçons à Treis

Johann Claudius von Lassaulx (né le 27 mars 1781 à Coblence et mort le 14 octobre 1848 dans la même ville) est un architecte actif dans la province prussienne de Rhénanie.

## Biographie
Johann Claudius von Lassaulx est l'aîné des sept enfants du juge de la cour Peter Ernst von Lassaulx (1757-1809) et d'Anna Barbara Lassaulx, née Welter (1756–1799). Après le lycée de Coblence, il étudie le droit et la médecine à Wurtzbourg à partir de 1798, mais n'achève pas ses études et retourne à Coblence en 1804, où il ouvre une vinaigrerie pour gagner sa vie et celle de sa famille. Il travaille finalement comme architecte et devient maître d'œuvre d'arrondissement à Coblence en 1812. Quatre ans plus tard, il occupe le poste d'inspecteur des bâtiments de la ville et du district dans l'actuelle ville prussienne. C'est remarquable dans la mesure où von Lassaulx est complètement autodidacte dans son nouveau domaine de travail. En 1817, il est même finalement nommé fonctionnaire sans avoir suivi la formation appropriée.
Parallèlement à son activité publique, il travaille également pour le secteur privé en tant qu'architecte, est restaurateur, par exemple du trône royal de Rhens, et apparaît également comme écrivain. Il publie les plans de nombre de ses constructions sous forme de lithographies, probablement pour se faire de la publicité, mais aussi pour donner des idées à d'autres maîtres d'œuvre - en effet, des caractéristiques de ses bâtiments, comme l'utilisation de pierres naturelles de différentes couleurs et non crépies, sont reprises par d'autres maîtres d'œuvre de la région de Coblence. Il est également soucieux de faire revivre d'anciennes techniques artisanales (par exemple dans la construction de voûtes), mais d'un autre côté, il utilise aussi souvent la fonte, très moderne à l'époque, comme matériau stable et utilisable pour la réalisation de ses idées.
Lassaulx travaille en étroite collaboration avec Karl Friedrich Schinkel, mais est en concurrence directe avec Ferdinand Nebel (de) dans sa ville natale, ce qui se transforme plus tard en une franche hostilité. Von Lassaulx réalise une multitude d'édifices, principalement dans la région de Coblence : Églises, écoles et autres bâtiments professionnels. Comme le gouvernement prussien attache une grande importance à l'amélioration de l'enseignement scolaire, de nombreux bâtiments scolaires insuffisants et délabrés doivent être rénovés ; l'augmentation de la population et l'essor de l'église catholique incitent à la construction de nouvelles églises et de nouveaux presbytères ou à la rénovation d'anciennes églises. Son activité s'étend au-delà des proches environs de sa ville natale. C'est ainsi qu'en 1846/1847, la chapelle Saint-Georges (de), qui appartient à l'ancienne commanderie de Ramersdorf (de), est déplacée à son initiative vers l'ancien cimetière de Bonn (de). Une série de bâtiments historiques démolis ou détruits nous sont en outre parvenus grâce aux relevés de construction de Lassaulx. Un portrait de l'architecte, une peinture à l'huile du peintre Simon Meister de Coblence, ne nous est parvenu que par une photographie, car il est volé à Coblence en 1923.

## Famille
En 1803, il se marie avec Anna Maria Müller (1781–1855). Le couple a plusieurs enfants :
- Ernst (né le 16 mars 1805 et mort le 9 mai 1861) marié en 1835 avec Julie Baader
- Otto Phillip (1806–1897), inspecteur en bâtiment à Elberfeld, émigre dans le comté de Fayette (Texas) aux États-Unis en 1849
- Hermann (1808–1868), architecte à Coblence
- Maria Anna (1810-1866), supérieure de l'Hôpital Saint-Esprit de Luxembourg, fondatrice des Sœurs élisabéthaines de Luxembourg
- Peter Francis (né en 1811)
- Clémentine Maria (1812–1877), supérieure générale à Luxembourg
- Karl Adam (1814-1815)
- Amalie (1815–1872), matrone à l'hôpital Saint-Jean de Bonn (de)
- Catherine (1817-1819)

## Réalisations
- Tour Stein au château Stein à Nassau (1814–1816)
- Ancienne école municipale, Kastorhof 6, à Coblence (1819)
- Restauration intérieure de l'église Saint-Florin de Coblence (1819-1821)
- Croix funéraire et cimetière du cimetière principal de Coblence (1821)
- Premiers plans non réalisés pour le château de Stolzenfels
- Église Saint-Jean-Baptiste de Treis (de), paroisse de Treis-Karden (1824-1828)
- École de garçons à Treis-Karden
- École de garçons à Ochtendung
- Église paroissiale catholique de Saint-Martin à Valwig (1824-1827)
- Ancienne école de Coblence-Stolzenfels (années 1820)
- Ancienne école de Kirchwald-Kirchesch (1826)
- Église Saint-Lubence de Kobern (de), commune de Kobern-Gondorf (1826-1829)
- Château d'Herstelle (de) près de Beverungen-Herstelle/Haute Weser (1826-1832)
- Église Saint-Menas de Coblence (de)-Stolzenfels (1826-1833)
- Presbytère de Saint-Castor à Coblence (1827–1829)
- Ancienne école de Dieblich (1828–1829)
- Ancienne école de Bassenheim (démoli)
- Maison de thé au Palais Mendelssohn (aujourd'hui chapelle Luther (de)), Coblence-Horchheim (1830)
- Église catholique Saint-Martin de Burgbrohl (1830-1831)
- Nouvel hôpital dans la Frankenstraße à Münstermaifeld (1832 ff.)
- Château de Rheineck sur Bad Breisig (1832 ff.)
- Ancienne école de Winningen (1833)
- Extension de l'église paroissiale Saint-Jacques l'Ancien à Lonnig (1836)
- Ancienne école de Kaisersesch (1836 ff. )
- Église Saint-Servais de Coblence (de)-Güls (1833-1840)
- Église paroissiale catholique de Saint-Antoine à Waldesch (1835-1836)
- Ancien musée du Rhin, Rheinzollstraße 2, à Coblence (1835)
- Restauration de la chapelle Saint-Matthieu de Kobern-Gondorf (de) (1836)
- Église de la Sainte-Trinité à Weißenthurm (1836-1838)
- Église paroissiale Saint-Barthélemy à Boos (1837-1839)
- Église Saints-Marcellin-et-Pierre de Vallendar (de) (1837-1841)
- Chapelle au Bonhomme (de), Mülheim-Kärlich (1838)
- Ancien bâtiment hospitalier (Canisianum (Sarrelouis) (de)) à l'emplacement de l'ancien couvent des Augustins à Sarrelouis (1840/1841)
- Presbytère Saint-Lucie à Ueß (1840/1844)
- Conversion du palais électoral de Coblence (1842-1845)
- Reconstruction du Trône royal de Rhens près de Rhens (1842)
- Église paroissiale catholique Saint-Arnulf à Nickenich (1845-1848)
- Église paroissiale catholique Saint-Sauveur à Ernst (1844-1848)
- Église paroissiale catholique Saint-Barthélemy à Ayl (1846-1848)
- Restauration de l'église Saint-Castor à Coblence (1848-1849)
- Plan de construction pour l'église Saint-Maurice de Coblence (de)-Rübenach (1862–1866)
- Ancienne école de Bell (près de Mendig)

## Publications
- Beschreibung des Verfahrens bei Anfertigung leichter Gewölbe über Kirchen und ähnliche Räumen. Dans: Journal für die Baukunst: in zwanglosen Heften 1.1829, p. 317–330 Digitalisat, UB Heidelberg.
- Architektonisch-historische Berichtigungen und Zusätze [über die Bauwerke am Rhein] von dem Königl. Preuß. Bau-Inspektor von Lassaulx in Coblenz. Dans: J. A. Klein: Rheinreise (de) von Straßburg bis Rotterdam. 2. Auflage, bei K. Bädeker, Coblence o. J. [1835], p. 439 ff. (Digitalisat von dilibri Rheinland-Pfalz).